# Vidro camafeu

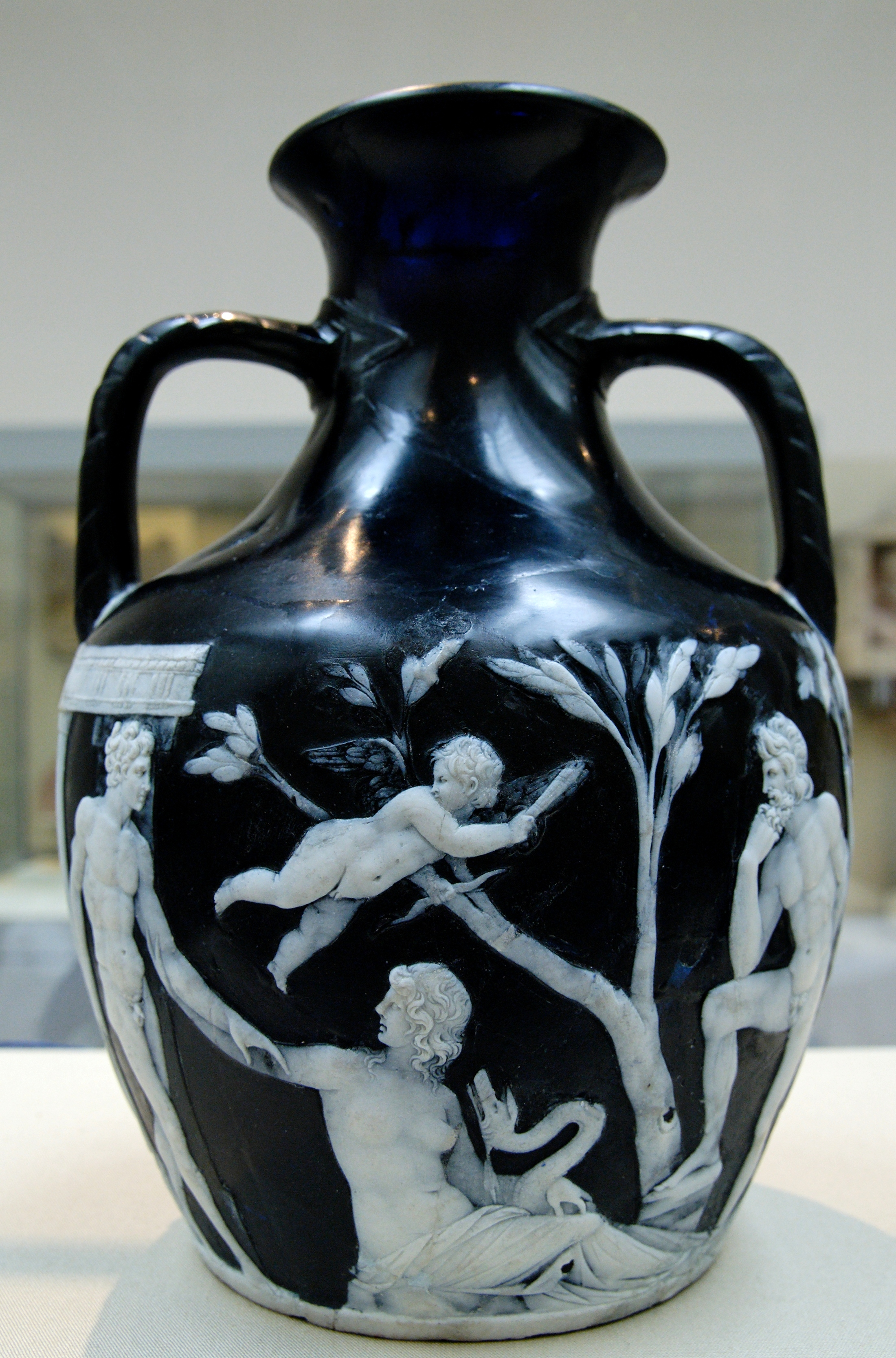
Vaso de Portland,.

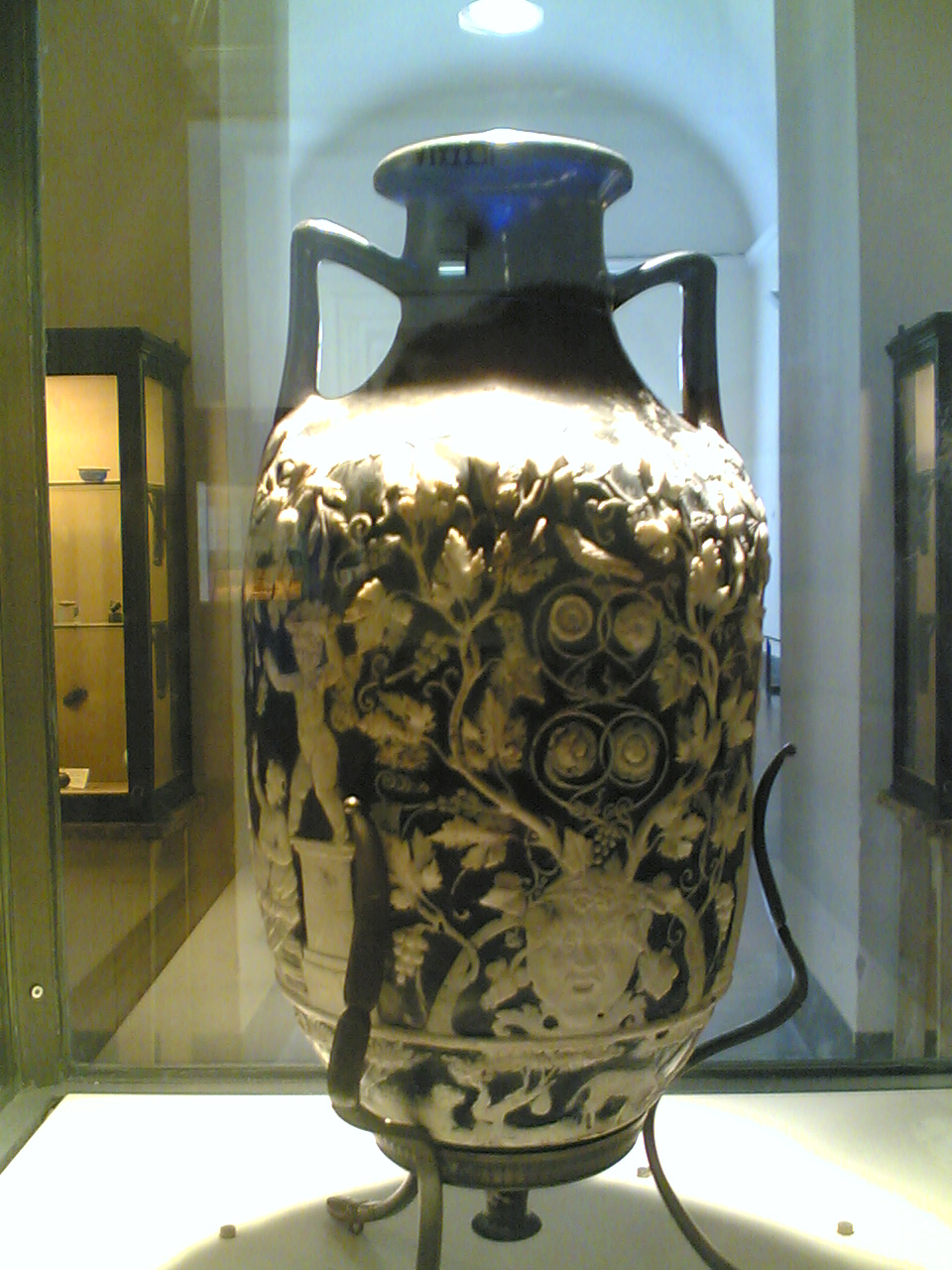
Vaso encontrado em Pompeia, século I.

Vidro camafeu é uma luxuosa forma de arte em vidro produzida pela gravura e escultura através de camadas de vidros de diferentes cores para produzir projetos, geralmente com figuras brancas em vidro opaco e motivos em um fundo de cor escura. A técnica aparece pela primeira vez na arte romana em torno de 30 a.C., quando foi um alternativa para os vasos de joia esculpida em estilo camafeu que usaram naturalmente em gemas semipreciosas como ônix e ágata. O vidro permitiu consistentes e previsíveis camadas coloridas, mesmo para objetos redondos. A partir de meados do século XIX houve um ressurgimento do vidro camafeu, adaptado igualmente ao gosto neogrego e a Art nouveau francesa praticada por Émile Gallé. Ainda hoje o vidro camafeu é produzido.

## Vidro romano
O vidro camafeu romano é extremamente raro - muito mais do que camafeus de gemas como o Gema Augusta e o Gema Gonzaga que estão entre os maiores exemplos de muitos centenas (pelo menos) de camafeus clássicos sobreviventes produzidos a partir do século III a.C. Apenas cerca de 200 fragmentos e 15 objetos completos de vidro camafeu romano sobrevivem. O melhor e mais famoso exemplo, também classificado entre os melhores preservados, é o Vaso de Portland no Museu Britânico. Outros bons exemplos, como a Taça de Morgan (Museu Corning de Vidros), são taças. Ambas as peças nomeadas mostram multifiguradas cenas mitológicas, cuja iconografia tem sido muito debatida. A Vila Getty tem outra taça, e um frasco de perfume com cenas de divindades egípcias, aparentemente um exemplo precoce de Orientalismo. O Museu Metropolitano de Arte em Nova Iorque tem um fragmento de mais de 28 centímetros de comprimento e 13 de altura a partir do que foi evidentemente um revestimento arquitetônico mostrando um friso de acantos com águias, equivalente em vidro duma "relíquia da Campânia" em cerâmica.
A julgar pelo número muito limitado de sobrevivências, o vidro camafeu foi aparentemente produzido em dois períodos: o período inicial entre 30 a.C.-60 d.C., e em seguida por volta do século I d.C. ao final do século III no período de Constantino, o Grande (r. 306–337) e de seus filhos Constantino II (r. 317–340), Constante I (r. 337–350) e Constâncio II (r. 337–361). O último período também viu um ávido renascimento da arte de escultura de joias, que estava em declínio. Todas essas datas são ligeiramente hesitantes e é possível que peças menores de vidro camafeu continuaram a ser produzidas entre os períodos.
Vidro do período posterior é ainda mais raro do que do anterior, com apenas um "punhado" de peças completas conhecidas, uma das quais foi escavada na Noruega. Seu uso foi claramente restrito a elite; o Vaso de Portland diz-se ter sido escavado da tumba do imperador Sétimo Severo (r. 193–211). O esquema de cor mais popular para objetos do período inicial é branco sobre azul, como no vaso encontrado em Pompeia (ilustração), mas outras cores são encontradas, como branco sobre preto, imitando ônix, do Vaso de Portland. No período inicial geralmente todas as camadas são opacas. Em contraste, no período posterior, há uma sobreposição translúcida colorida sobre um fundo praticamente incolor, talvez imitando cristal de rocha. A superfície dos elementos da camada superior é plana em vez de esculpida como no grupo anterior de peças.

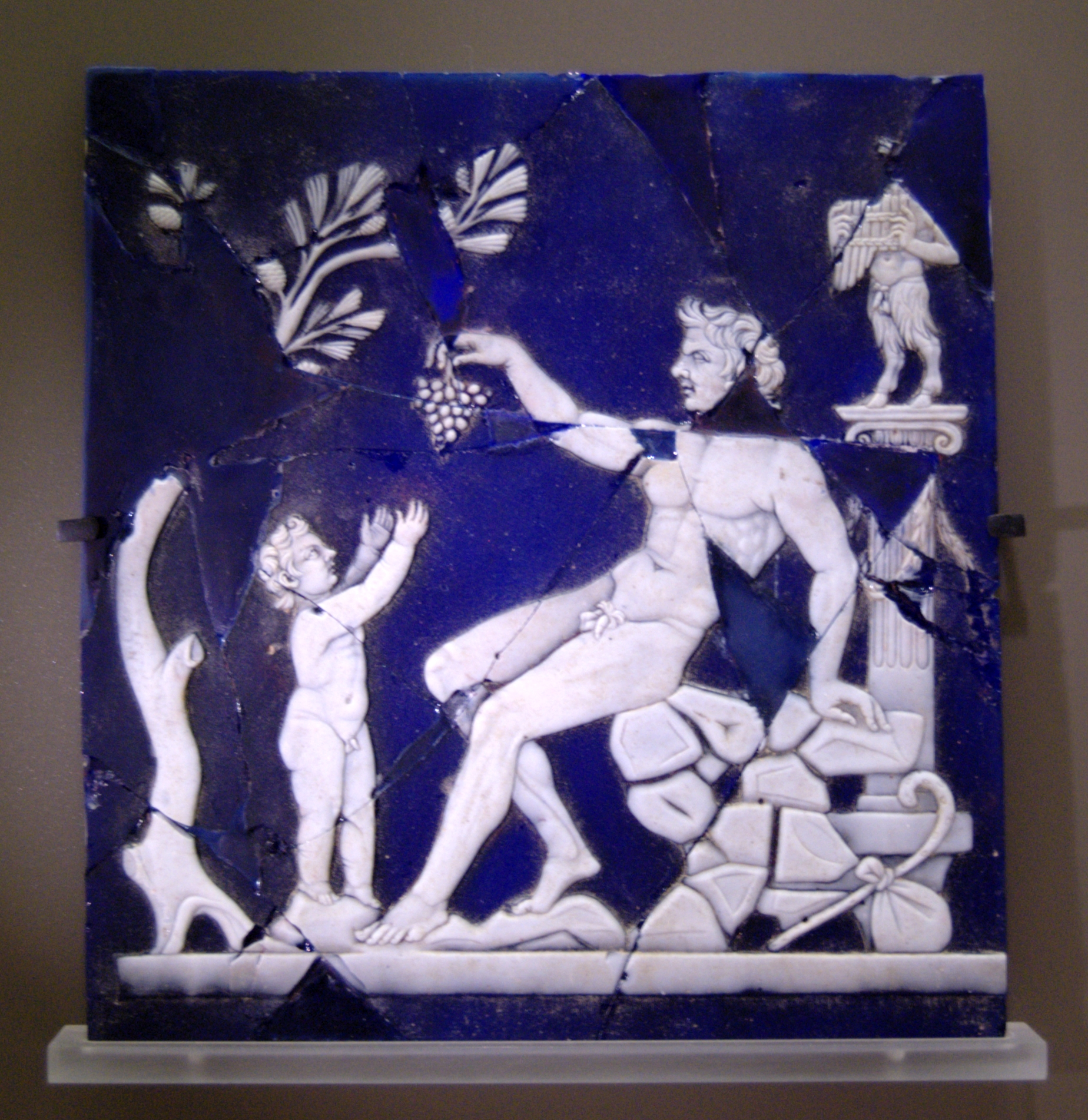
Sátiro dando uvas para o infante Baco, século I.
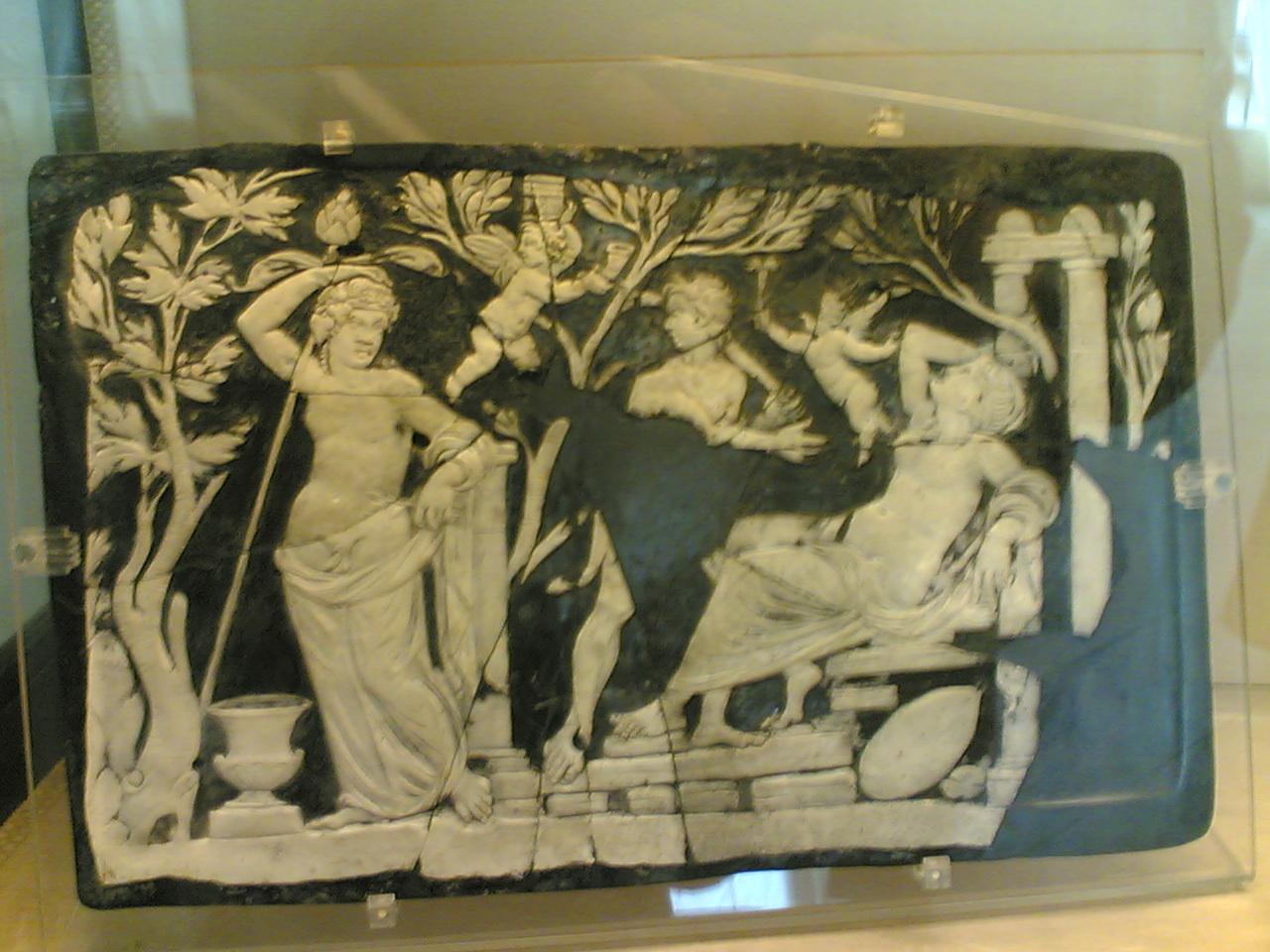
Ariadne sendo iniciada nos Mistérios Dionisíacos, Pompeia.
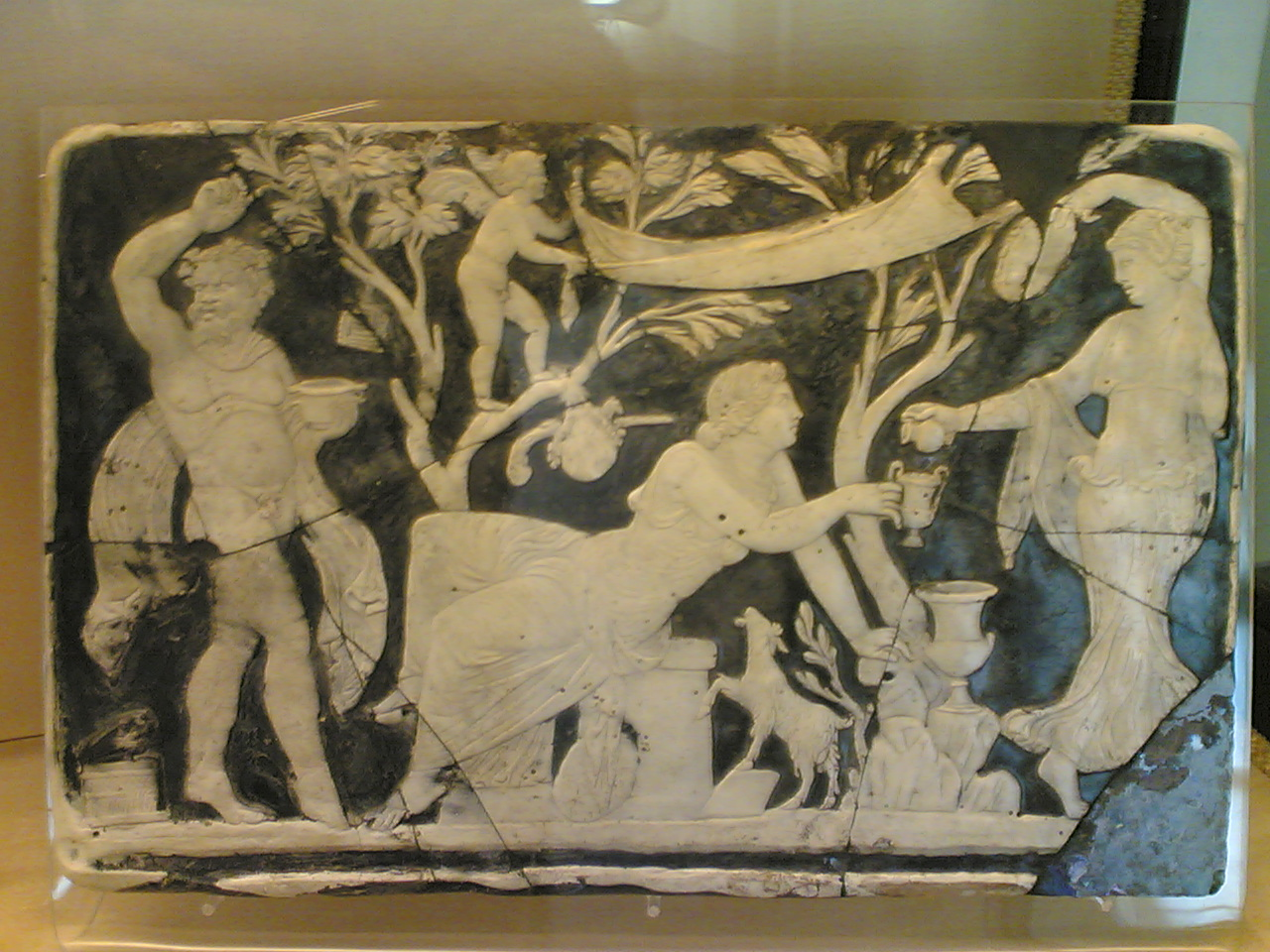
Outra representação de Ariadne sendo iniciada nos Mistérios Dionisíacos, Pompeia.
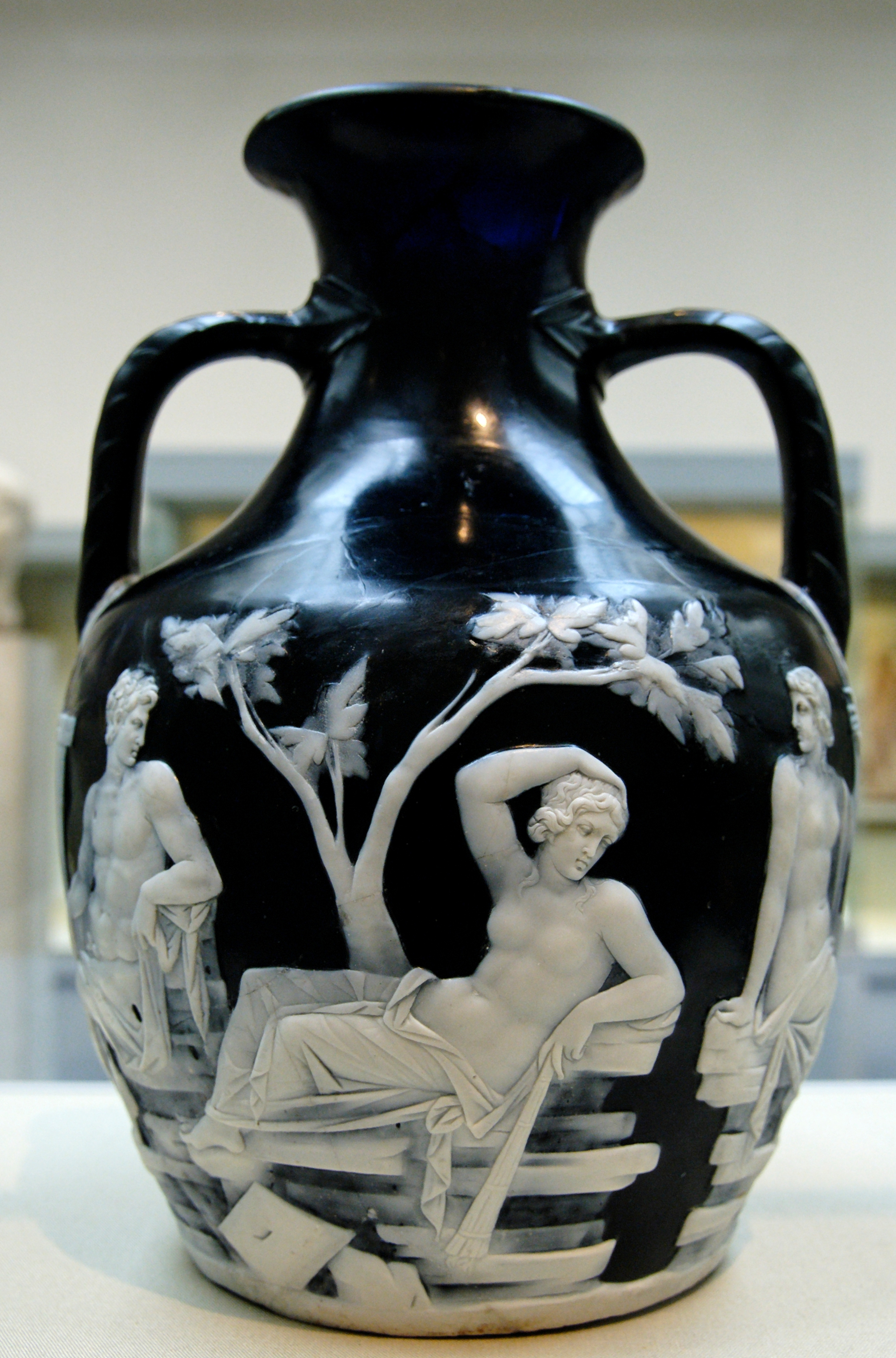
Outra face do Vaso de Portland.

## Períodos posteriores

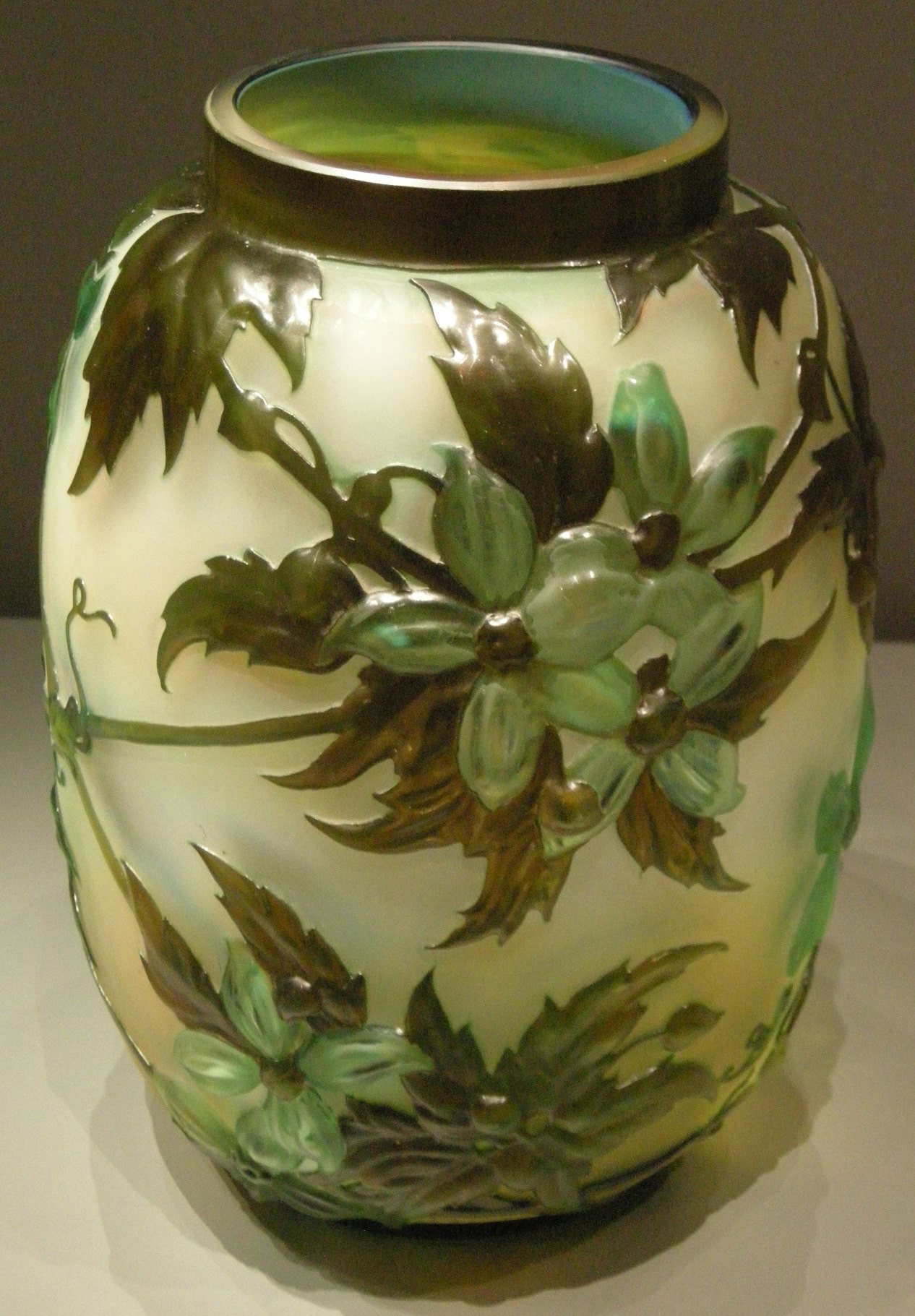
Vaso com vidro camafeu produzido por Émile Gallé.

A técnica foi usada na arte islâmica nos séculos IX e X, mas então desapareceu até o século XVIII quando reapareceu na Europa, não sofrendo aperfeiçoamento até o século XIX. Os produtores ingleses do século XIX que produziram o verdadeiro vidro camafeu incluem as companhias Thomas Webb & Sons e George Bacchus & Sons, embora imitações cerâmicas se tornaram populares pela "cerâmica jaspe" bicolor da empresa Wedgwood, produzida a partir da imitação de exemplares do final do século XVIII; costumava-se produzir os exemplares respeitando um estilo mais ou menos neoclássico. Entre os principais artesãos com vidro camafeu destacam-se os ingleses Philip Pargeter (1836-1906), John Northwood (1836-1902), o primeiro a reproduzir com sucesso o Vaso de Portland, e George Woodall.
Artisticamente o mais notável trabalho desde o renascimento foi no período Art nouveau, por artistas como Émile Gallé (1846-1904) e pela empresa Daum de Nanci, quando os temas de inspiração romanos foram totalmente abandonados e um estilo floral predominou. O vidro camafeu de Louis Comfort Tiffany fez apenas um pequeno número de peças camafeus, que foram uma especifidade francesa neste período, embora outras firmas tais como a tcheca Moser também estavam produzindo.

## Técnica
No avivamento moderno toda a camada do topo exceto as áreas necessárias para a composição geralmente são removidas por um processo de corrosão - as áreas das figuras são cobertas com uma camada de cera ou outro material resistente ao ácido, tais como tinta betuminosa, e o branco repetidamente mergulhado em ácido fluorídrico, de modo que o vidro camafeu é de certo modo um sub-conjunto de vidro gravado com ácido. O trabalho detalhado é, então, feito com rodas e brocas, antes de terminado, e geralmente polido.
No mundo antigo, aparentemente, o processo inteiro de remoção da camada branca ou outra qualquer indesejável do topo foi feita através do uso de brocas e rodas - roda de corte para decoração em vidro de uma única cor era muito comum na Roma Antiga. No caso do camafeu de "três camadas" (ou três cores) há uma outra camada branca opaca no topo, e camadas adicionais são possíveis; um exemplar romana encontrado utiliza seis camadas. Não se sabe onde as peças romanas foram produzidas, mas por falta de qualquer sugestão melhor a maioria dos estudiosos pensam na própria capital. Parece provável que, pelo menos, o processo realizado nas camadas brancas foi iniciado nas mãos de trabalhos vítreos de artesãos sírios.